# 아인초등학교
아인초등학교는 대한민국 경기도 화성시에 있는 공립 초등학교이다.

## 학교 연혁
- 2014.12.31 아인초등학교 설립 인가
- 2015.03.01 아인초등학교 18학급 개교, 병설유치원 3학급 개원
- 2015.03.01 초대 이봉진 교장 취임
- 2015.03.02 초등학교 21학급 편성
- 2015.04.08 초등학교 24학급 편성
- 2015.04.20 초등학교 26학급 편성
- 2015.09.01 초등학교 27학급 편성 2023 교장 졍년퇴직 부계정